# Humores
Volgens de oude Grieken werd de gemoedstoestand van mensen bepaald door het (on)evenwicht tussen vier lichaamssappen of, in het Latijn, humores: bloed (Grieks haima, Latijn sanguis), gele gal (Grieks xanthè cholè), zwarte gal (Grieks melaina cholè) en slijm (Grieks phlegma).
Al naargelang de overheersende humor, werden mensen grofweg ingedeeld in vier temperamenten. Ook aandoeningen werden toegeschreven aan een teveel of tekort aan bepaalde sappen.
Het idee van de vier sappen werd door Hippocrates ontwikkeld, en door Galenus verder uitgebouwd. Het bleef overeind tijdens de gehele middeleeuwen en lang daarna, en werd pas halverwege de negentiende eeuw definitief weerlegd.

## De vier temperamenten

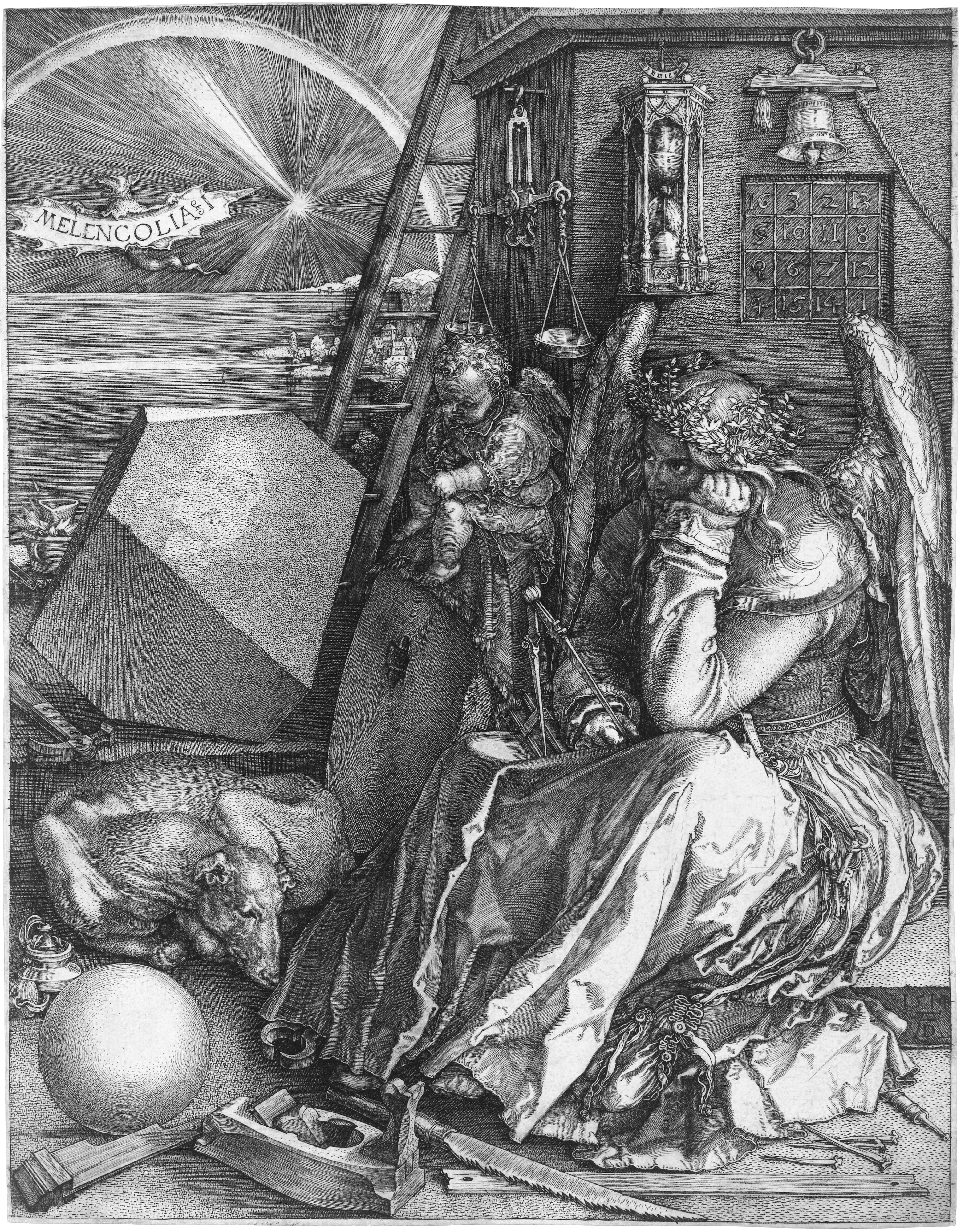
Melancholie van Albrecht Dürer

- Bloed: Vurige, energieke mensen werden verondersteld een overheersende hoeveelheid bloed te hebben, en werden sanguinisch genoemd.
- Gal: Het cholerische type werd verondersteld makkelijk irriteerbaar te zijn en snel kwaad te worden als gevolg van een teveel aan gele gal. Het Franse colère en het Spaanse cólera betekent woede.
- Zwarte gal: Een teveel aan zwarte gal werd verondersteld neerslachtigheid, introversie en depressies te veroorzaken. Nog steeds worden neerslachtige stemmingen aangeduid als melancholie, vertaald als zwartgalligheid.
- Slijm: Flegmatici, mensen met veel slijm in hun lichaam, waren vooral kalm en weinig emotioneel.

| humor         | seizoen | element | orgaan   | kwaliteit      | oude naam     | temperament   | karakteristieken |
| ------------- | ------- | ------- | -------- | -------------- | ------------- | ------------- | --- |
| bloed         | lente   | lucht   | lever    | warm & vochtig | sanguis       | sanguinisch   | energiek, hartelijk, onbevangen, optimistisch, creatief, zorgeloos, levendig, sociaal, open, impulsief, vluchtig             |
| gele gal      | zomer   | vuur    | hart     | warm & droog   | kholé         | cholerisch    | ambitieus, eerzuchtig, rusteloos, driftig, egocentrisch, extravert, gepassioneerd, energiek, resultaat-gericht               |
| zwarte gal    | herfst  | aarde   | milt     | koud & droog   | melaina kholé | melancholisch | serieus, introvert, passief, rustig, analytisch, neerslachtig, voorzichtig, wantrouwend, gewetensvol, zorgvuldig, depressief |
| slijm (fluim) | winter  | water   | hersenen | koud & vochtig | phlégma       | flegmatisch   | kalm, aandachtig, geduldig, rationeel, onverstoorbaar, tolerant, overpeinzend, consistent, loyaal, stoïcijns                 |

## Medische consequenties
Veel ziektes werden toegeschreven aan een teveel aan een van de vier sappen. Als gevolg hiervan werd de remedie van zulke kwalen gezocht in het verwijderen van dit overschot, bijvoorbeeld door aderlaten (bij een teveel aan bloed).
Menstruatie werd verklaard als de natuurlijke manier van het vrouwelijk lichaam om zich van overtollig bloed en slijm te ontdoen. 